# Backhoppning vid olympiska vinterspelen 1948
Backhoppning vid olympiska vinterspelen 1948 i Sankt Moritz, Schweiz.

## Medaljörer
| Gren         | Guld                   | Silver              | Brons                        |
| Stora backen | Norge · Petter Hugsted | Norge · Birger Ruud | Norge · Thorleif Schjelderup |

## 70 meter
Tävlingen hölls i "Olympiaschanze" med en K-punkt på 68 meter.

- 7 februari 1948

| Plac | Namn                       | Poäng |
| ---- | -------------------------- | ----- |
| 1    | Petter Hugsted (NOR)       | 228,1 |
| 2    | Birger Ruud (NOR)          | 226,6 |
| 3    | Thorleif Schjelderup (NOR) | 225,1 |
| 4    | Matti Pietikäinen (FIN)    | 224,6 |
| 5    | Gordon Wren (USA)          | 222,8 |
| 6    | Leo Laakso (FIN)           | 221,7 |
| 7    | Asbjørn Ruud (NOR)         | 220,2 |
| 8    | Aatto Pietikäinen (FIN)    | 215,4 |
| 9    | Fritz Tschannen (SUI)      | 214,8 |
| 10   | Hans Zurbriggen (SUI)      | 214,0 |